# 奥華子
奥 華子（おく はなこ、1978年3月20日 - ）は、日本の女性シンガーソングライター。本名同じ。千葉県船橋市出身。ポニーキャニオン所属。東邦音楽大学音楽学部音楽学科管弦打楽器（トランペット）専攻卒業。

## 概要

### 人物
地元である千葉県船橋市近隣の津田沼（習志野市）や柏市を拠点（後述参照）に、キーボードの弾き語りスタイルで路上ライブを行い、注目を集める。また、多数のCMソングの作詞・作曲・歌唱を担当している。2004年に井川遥出演『TEPCOひかり』のCMソングを制作・歌唱したことで世間に知られるようになった。
2005年7月27日にシングル『やさしい花』でポニーキャニオンよりメジャーデビュー。ニッポン放送系の深夜番組『オールナイトニッポン』のジングル（2005年 - 2007年）を担当した他、アニメ映画『時をかける少女』の主題歌「ガーネット」はロングセラーとなった。
大学の専攻はトランペットであるが、トランペット奏者としての活動はない。また、楽曲でもコンサートライブで稀に使用する程度であるが、『初恋』のシングル発売インタビューにおいてカップリング曲『虹の見える明日へ』の間奏部で自身が“お遊び程度に”トランペットを吹いていることを明かしている。
livedoor Blog、エキサイトを経て現在はアメーバブログでブログを書いているほか、2008年11月12日よりmixiの公認タレント・アーティストとして日記を書いている。2009年3月5日からはMySpaceに登録し音楽、動画の公開を行っている。また、2009年9月24日にはTwitterにも登録し、2011年より本格的に更新を開始している。
大好物は中華料理。また、ブログ、Twitterにうどん、ちゃんぽん、ラーメン、つけ麺などの麺類を食べる写真を多数掲載するなど、無類の麺好きでもある。
デビュー前の20代前半の頃、運転免許を取るために自動車教習所に通い、問題なく卒業したが、卒業したのがデビュー時期と重なったこともあって多忙となり、1年間放置状態となって卒業証明書を失効してしまった。それ以降は自ら運転しなくてもスタッフに運転してもらうなどの方法によって移動手段に不都合が無いことから運転免許を取得せずにいたがその後、2021年7月27日に公式Twitterで運転免許取得を発表した。
2020年3月29日にラジオ番組『Lagan de Talk!』の放送が終了。コロナ禍もあってライブ活動などが出来ない状態になったこともあり、特に告知をしないまま芸能活動を休止し、約2年半近くに亘って音楽活動とは完全に無縁な生活を送る。
2022年、芸能活動を再開し、8月にコンサート『スタジオ地図 シネマティックオーケストラ2022 ～ 「竜とそばかすの姫」公開1周年記念 ～』に出演。
同年9月30日には有料生配信ライブを開催する予定だったが、開催予定の3日前である9月27日に急遽、開催中止を発表。理由は肺炎と診断されたことによる。奥によると、1ヶ月ほど前から症状の兆候が見られていたが、咳が止まらない状態が日を追うごとに悪化していったので病院で検査を受けたら肺炎と診断されたという。ファンへの想いから何とか成功させたいと準備していたものの、すぐに改善することは難しいとの診断から中止に至った。

### 路上ライブ
インディーズ時代からメジャーデビュー後の数年間ほど、精力的に路上ライブを続けていた。首都圏以外に遠征する際も路上ライブを数多く行っていた。現在でも、無料ライブという形で活動を続けている。
インディーズ時代、テレビ東京系『出没!アド街ック天国』の柏編放送回で一番人気のストリートミュージシャンとして取り上げられた。路上ライブを始めてわずか1年間で約2万枚の自主制作CDを手売りし、また1日の自主制作CDの最高売上枚数が488枚を記録した（2005年5月17日、JR錦糸町駅南口からJR津田沼駅北口での路上ライブにおいての販売）。2009年8月7日夕方5時より津田沼公園広場にて09875オクハナコの日と銘打ち5時間90曲に及ぶ路上ライブを敢行した。
奥は路上ライブでの多くの出会いを大切にしており、その想いは楽曲『笑って笑って』（インディーズアルバム『vol.best』、メジャーアルバム『BIRTHDAY』に収録）等に込められている。

### ファッション
赤いメガネがトレードマークであるが、レンズのない枠だけのメガネを使用している。メガネがトレードマークになった理由は、事務所の社長に顔が地味だと言われたのがきっかけで、たまたま持っていた赤いメガネをかけたところ路上ライブで普段30枚程度の売れ行きだったCDが100枚ほど売れたこと、お客さんに身近でポップな印象を与える事ができること、路上ライブを始めた当時、知り合いと遭遇したら恥ずかしいという思いから、奥なりの変装も兼ねるという3つの理由から人前に出るときに必ずかけるようになったという。使い込みにより塗装が剥がれるなど老朽化が見られ、2006年9月より複製した同デザインのオーダーメイド品を使っている。
フジテレビ系『めざましテレビ』やTBS系『知っとこ!』などのワイドショーで組まれたメガネ特集にも数度出演したことがある。
元々はワンピースなど「女の子らしい格好」で歌っていたが、機材を持つことから動きやすいジャージやTシャツに替えたと語っている。
2012年第1弾シングル『シンデレラ』のジャケットで、黒メガネ&スカート姿を披露。以降、現在まで主に公式ライブなどでスカートを穿くことも増えてきている。

## 略歴
- 5歳からピアノを始める。9歳からトランペットを始める。
- YAMAHA TEENS' MUSIC FESTIVAL'96 千葉ブロック大会に出場（ピアノ弾き語り）
- 最初の曲『片想い』完成。
- 1998年夏 - 都内のライブハウスで歌い始める。
- 2000年2月8日 - インディーズ盤ミニアルバム『愛のしずく』発売（1000枚限定生産）。
- 2000年3月 - 東邦音楽大学管弦打楽器専攻卒業。
- 2004年2月16日 - 初めての路上ライブを渋谷で行う。
- 2004年7月1日 - （有）pirisound設立と同時に所属。
- 2004年8月26日 - 商用流通網にて初めてリリースされたインディーズ盤シングル『花火』発売（2000枚限定生産）。
- 2004年10月1日 - TEPCOひかりのCM曲に起用される。
- 2005年6月1日 - bayfmラジオ『奥華子のカメカメハウス』開始。
- 2005年7月27日 - 1stシングル『やさしい花』で、ポニーキャニオンからメジャーデビュー。
- 2006年2月15日 - 3rdシングル『恋つぼみ』発売。NHK『みんなのうた』2月、3月放送分で起用される。
- 2006年7月12日 - 4thシングル『ガーネット』発売。角川映画劇場版アニメーション映画『時をかける少女』主題歌として起用される。
- 2006年7月29日 - ブログページ「奥華子の日記」がライブドアブログ（音楽一般部門）ランキング1位を獲得。
- 2006年8月11日 - 奥華子公式ホームページが100万アクセス突破。
- 2007年4月1日 - ちば観光特使に委嘱される（任期3年）。
- 2007年7月18日 - 初のライブDVD「奥華子 コンサート2007春 〜TIME NOTE〜 at 渋谷C.C.Lemonホール」発売。
- 2008年10月26日 - 広島県廿日市市にある山陽女子短期大学の学園祭に来訪。
- 2008年4月23日 - 八千代松陰中学校・高等学校新入生歓迎会に来訪。3000人の前で歌う。
- 2008年11月22日 - 東京理科大学（野田キャンパス）の学園祭に来訪。
- 2009年10月25日 - 白百合女子大学の白百合祭に来訪。
- 2009年11月1日 - 日本大学藝術学部（所沢キャンパス）の学園祭に来訪。
- 2010年2月10日 - 千葉県市川市の（市川市文化会館）成人式に来訪。
- 2010年3月第5週 - 10thシングル『初恋』がオリコン週間ランキング10位にランクイン。
- 2010年8月5日 - ボーイスカウト 第15回日本ジャンボリー ジャンボリー大集会に来訪。約2万人の前で歌う。
- 2018年7月16日 - 大阪で開催予定だった「大阪プレミアムイベント」の2部公演の当選者通知メールがシステムトラブルにより応募者に送信されていなかったことが当日の開演時間になってから発覚し、急遽中止となるトラブルに見舞われる[10]。
- 2020年3月29日 - ラジオ番組『Lagan de Talk!』の放送が終了。コロナ禍もあり、公式な告知をしないまま芸能活動を休止。
- 2022年 -芸能活動を再開。
- 2024年1月2日 - bayFMにて『奥華子のLagan de Talk!』の後継番組である『奥華子のLagan de Talk!+』の放送が始まる。

### 主要ライブ・イベント
（）内は開催地。

#### デビュー前
2004年
- 2月16日 - 初めての路上ライブ（渋谷）
- 9月5日 - 初ワンマンライブ（南青山MANDALA）
- 11月14日、11月16日 - 2度目のワンマンライブ（南青山MANDALA）
- 12月6日 - クラブイクスピアリワンマンライブ
- 12月 - 西日本路上ライブの旅（下関・広島・大阪・名古屋）
- 12月31日 - カウントダウンライブ（JR津田沼駅）

2005年
- 1月1日 - 初日の出バスツアー
- 1月28日 - クラブイクスピアリワンマンライブ

#### デビュー後
2005年
- 11月1日 - 11月3日 - 「奥華子ワンマンライブ〜やさしい花の咲く場所〜」（南青山MANDALA）
- 12月31日（翌朝まで） - カウントダウンライブ（JR津田沼駅）

2006年
- 4月3日 - 「奥華子ワンマンライブ〜やさしい花を探してin大阪〜」（大阪ミューズホール）
- 4月13日 - 「奥華子ワンマンライブ〜やさしい花を探してin東京〜」（渋谷DUO Music Exchange）
- 7月1日 - 初の女性限定ライブ「〜女に生まれてきてよかった〜」（南青山MANDALA）
- 9月22日 - 「奥華子ファーストコンサート〜変わらないもの〜in九段会館」（九段会館大ホール）
- 12月19日 - 「奥華子 コンサート2006冬 〜小さな星の降る夜〜」（渋谷公会堂）
- 12月31日 - カウントダウンライブ（津田沼サンペデック前広場）

2007年
- 3月 - 5月 - 全国桜前線無料ライブ（40か所）
- 4月21日 - 「奥華子 コンサート2007春 〜TIME NOTE〜」（渋谷公会堂）
- 5月13日 - 「奥華子 ワンマンフリーライブ in 大阪野音」（大阪城音楽堂）
- 7月16日 -18日 - 2度目の女性限定ライブ「〜女に生まれてきてよかった〜」、初の親子限定ライブ「〜ママになってよかった〜」（南青山MANDALA）
- 9月29日 - 九州初のワンマンコンサート（大分県日田市民会館）
- 11月9日 - 12月31日 - 初の全国ツアー「奥華子 弾き語り LIVE TOUR 2007 〜First Letter〜」（全国17カ所）
- 12月31日 - 「カウントダウンライブ奥華子祭り」（中野サンプラザ）

2008年
- 4月19日 - 6月27日 - 2回目の全国ツアー「奥華子CONCERT TOUR '08 〜2nd Letter〜」（全国22カ所）
- 11月25日 - 12月25日 - ライブツアー「もちろん一人で弾き語り！（昼公演）」「はじめてバンドで歌います！（夜公演）」（渋谷・横浜・名古屋・大阪）

2009年
- 6月28日 - 11月27日 - 3回目の全国ツアー「奥華子CONCERT TOUR '09 弾き語り 〜3rd Letter〜」（全国32か所）
- 8月7日 - 「100年に1度の奥華子まつり!」（津田沼公園広場）
- 8月28日 - 「石野田奈津代×奥華子DREAM　SONG完成披露トーク&ライブ」（岡山MO:GLA）
- 11月7日 - 千葉銀行主催「第40回ちばぎんひまわりコンサート＜奥華子 Special Stage 〜いつでも笑って、未来を描こう！〜＞」（千葉市民会館）
- 12月16日、18日、23日 「奥華子クリスマスコンサート2009〜冬の灯〜」（名古屋芸術創造センター、ゆうぽうとホール、なんばHatch）

2010年
- 2月13日 - 「バレンタインライブ」（ゲートシティ大崎）入場無料
- 3月20日 - 「「初恋」発売記念＆バースデーライブ」（サンストリート亀戸）入場無料
- 3月29日 - 「Daiki Sound LIVE「ハルノウタ」」（Shibuya O-EAST）ゲスト出演
- 3月31日 - 「mora for LISMOライブ〜WHO'S NEXT?〜」
- 4月4日 - 「CBC創立60周年記念〜森と音楽をいつまでも〜 CBCラジオ GREEN LIVE」（中部国際空港）入場無料
- 4月10日 - 「第41回ちばぎんひまわりコンサート＜奥華子 アンコールステージ〜夢を抱いて！〜＞」（木更津市民会館）
- 7月19日 - 「奥華子デビュー5周年ありがとう！！帰ってきたよ！大阪城野音」（大阪城野外音楽堂）
- 8月5日 - 「ボーイスカウト第15回日本ジャンボリー・ジャンボリー大集会ゲストコンサート」（朝霧高原）
- 9月19日 - 2011年3月13日 - 4回目の全国ツアー「奥華子 CONCERT TOUR '10 弾き語り -4th Letter-」（全国40か所41公演）
- 12月25日 - 奥華子クリスマスコンサート'10 一夜限りのSPECIAL SESSION （中野サンプラザ）

2011年
- 5月1日 - （期間未定） - 「奥華子スマイルライブ」
- 9月25日 - 「奥華子CONCERT in FUNABASHI」（船橋市民文化ホール）
- 10月8日 - 「奥華子コンサート in Nagahama」（長浜文化芸術会館）
- 12月14日 - 12月27日 - ライブツアー「奥華子バンドライブツアー'11 "シンデレラ"」（名古屋BOTTOMLINE・渋谷duo music exchane・横浜ランドマークホール・大阪BIG CAT）

2012年
- 3月5日 - 8月31日 - 5回目の全国ツアー「奥華子 CONCERT TOUR '12 弾き語り -5th Letter-」（全国43か所44公演）
- 8月3日 - 「奥華子 弾き語りコンサート in SADO」（アミューズメント佐渡はまなすホール）
- 9月17日 - 「奥華子 弾き語りコンサート in AWAJI」（洲本市五色文化ホール）

2013年
- 1月12日 - 2月24日 - ライブツアー「奥華子 弾き語り 2013 Last Letter（昼公演）」「奥華子 BAND LIVE TOUR 2013（夜公演）」（Zepp Namba・横浜BLITZ・Zepp Tokyo・Zepp Sapporo・Zepp Fukuoka・Zepp Nagoya）

2014年
- 5月10日 - 9月28日 - 6回目の全国ツアー「奥華子 コンサートツアー2014 弾き語り〜君と僕の道〜」（全国48か所）
- 12月27日 - 12月28日 - 「奥華子コンサート2014 冬の贈りもの」（27日：with String quartet(弦楽四重奏)、28日：with My friends(バンド編成)）（日本橋三井ホール）

2015年
- 7月11日 - 「奥華子10th Anniversary Special Concert 2015夏」（弦楽四重奏とアコースティックバンド編成）（大阪市中央公会堂）
- 7月18日 - 12月20日 - 7回目の全国ツアー「奥華子10th Anniversary Concert Tour 2015 〜弾き語り〜」（全国36か所37公演）
- 12月23日 - 「奥華子10th Anniversary Special Concert 2015冬」（弦楽四重奏とアコースティックバンド編成）（昭和女子大学人見記念講堂）

2016年
- 1月17日 - 「J-Music LAB 2016 in Taipei」（台北市・華山1914文化創意産業園）
- 6月18日 - 7月18日 - ライブツアー「奥華子 10周年ありがとう！弾き語り全曲ライブ！」（福岡スカラエスパシオ・メルパルクホール大阪・名古屋芸術創造センター・三井住友海上しらかわホール・よみうりホール）（名古屋会場2か所は1日2公演、それ以外は2日間4公演）
- 7月29日 - 「ACG香港2016」（香港コンベンション＆エキシビション・センター）
- 8月13日 - 「不変的永遠」奥華子海外ワンマンライブ（上海市・MAO Livehouse）＊初の海外単独公演
- 9月4日 - 「サイサイフェス2016」（新木場STUDIO COAST）＊SILENT SIREN主催の夏フェス

2017年
- 5月27日 - 12月10日 - 8回目の全国ツアー「奥華子コンサートツアー2017弾き語り ～遥か遠くに見えていた今日～」（全国40か所）
- 7月7日 - 「ぼくらの四十周年記念奏」（恵比寿ザ・ガーデンホール）
- 8月27日 - 「Animelo Summer Live 2017 -THE CARD-」（さいたまスーパーアリーナ）
- 11月23日 - 12月8日 - スペシャルライブ「奥華子の弾き語りダークナイト☆」（松下IMPホール・なかのZEROホール ）

2018年
- 8月25日 - 「奥ROCK-奥会津ロックフェスティバル」（奥会津昭和の森）
- 10月3日 - 「奥華子と藤田麻衣子」（duo MUSIC EXCHANGE）＊duo15周年記念イベントで藤田麻衣子との2マンライブ
- 10月13日 - 「グッドストックフェスティバル」（淡路夢舞台野外劇場）
- 10月28日 - 「アスナルトレジャー SPECIAL LIVE」（SPADE BOX / HeartLand）＊エフエム愛知公開番組「アスナルトレジャー」歴代パーソナリティー合同ライブ

2019年
- 5月17日 - 9月7日 - 9回目の全国ツアー「奥華子コンサートツアー2019〜弾き語り〜」（全国28か所）
- 12月15日 - 船橋アンデルセン公園にて　クリスマス　ミュージックライブにスペシャルゲストとして出演

2022年
- 8月14日 - 東京国際フォーラムにて『スタジオ地図 シネマティックオーケストラ2022 ～ 「竜とそばかすの姫」公開1周年記念 ～』にゲストヴォーカルとして出演

2023年
- 5月27日　- 「奥華子　弾き語りコンサート2023 〜リスタート〜」（船橋市民文化ホール）
- 11月18日 - 「奥華子 野外フリーライブ～リスタート2023～」（新宿アイランド パティオ広場）

### 学園祭ライブ・イベント
2006年
- 10月27日　七林中学校30周年祭
- 11月5日　大分南部中学校ライブ
- 11月25日　東京理科大学園祭

2007年
- 10月28日　日大商学部砧校学園祭「砧祭」

2008年
- 10月19日　鈴国祭×radio3 秋フェス RSP&奥華子スペシャルライブ
- 10月26日　大窪シゲキの9ジラジwith奥華子(山陽女子短大)
- 11月4日　望星祭(東海大学)
- 11月8日　東邦祭
- 11月23日　理大祭(東京理科大学)

2009年
- 10月25日　白百合女子大学 白百合祭
- 11月1日　日本大学芸術学部 芸術祭2009

2010年
- 10月24日　四日市看護大学祭よんよん祭
- 10月30日　麻布大学大学祭2010
- 10月31日　東京経済大学 国分寺キャンパス 葵祭
- 11月6日　第51回名古屋市立大学川澄祭

2011年
- 10月22日　新薬祭2011(新潟薬科大学)
- 11月3日　聖学院大学 「第24回ヴェリタス祭」
- 11月5日　芝浦工業大学 「第39回芝浦祭」
- 11月6日　北里大学 「第49回北里祭」
- 11月12日　長崎県立大学佐世保校 「鵬祭」
- 11月19日　第51回桃山祭 奥華子 concert Flower melody ～華の音～
- 11月22日　工学院大学 「第62回新宿祭」

2012年
- 2月13日　予餞会(愛知産業大学三河高等学校)
- 9月16日　長岡技術科学大学 「第32回技大祭」
- 10月6日　北海道情報大学 「第24回蒼天祭」
- 10月7日　東海学園大学 東海祭
- 10月20日　奥華子スペシャルライブ in 環謝祭(鳥取環境大学 )
- 10月21日　岩手大学「第63回不来方祭」
- 10月27日　岐阜医療科学大学 「第7回岐療祭」
- 11月1日　千葉大学「第50回千葉大祭」
- 11月3日　江戸川大学「第6回駒木祭」
- 11月4日　神奈川工科大学「幾徳祭」
- 11月10日　静岡大学「第13回静大祭in浜松」

2013年
- 6月16日　北海道医療大学「第35回九十九祭」
- 10月13日　慶應義塾大学理工学部 「第14回矢上祭」
- 10月19日　帝京大学 板橋キャンパス 「第2回帝桜祭」
- 10月26日　麻布大学 「AZABU UNYVERSITY FESTA 2013」
- 10月27日　富山大学医学薬学部 「医学薬学祭2013」
- 11月1日　中央大学 多摩キャンパス 「第47回白門祭」
- 11月2日　京都文教大学・短期大学 「第48回指月祭」
- 11月3日　中央学院大学 「第47回あびこ祭」
- 11月4日　東洋大学 川越キャンパス 「第4回こもれび祭」
- 11月10日　東邦大学 習志野キャンパス 「第52回東邦祭」

2014年
- 8月3日　北翔大学祭
- 10月12日　広島文教女子大学 「第53回 文教祭」
- 10月18日　岐阜女子大学 第45回 さぎ草祭コンサート
- 10月19日　月山青春音楽祭'14
- 10月24日　平成26年度稔祭
- 10月25日　埼玉学園大学 第14回 埼学祭
- 10月26日　東京成徳大学八千代キャンパス 第21回 翠樟祭
- 11月2日　富士見祭 FUJIMI LIVE
- 11月16日　関西国際大学尼崎キャンパスHEARTフェスタ

2015年
- 8月28日　第51回　羽黒高等学校学園祭
- 10月17日　姫路獨協大学 第27回志湧祭
- 10月25日　了徳寺大学 第10回よつば祭
- 10月31日　龍谷大学 深草キャンパス 第93回龍谷祭
- 11月1日　近畿大学生物理工学部 第23回きのくに祭
- 11月7日　長崎県立大学 佐世保校 第49回 鵬祭
- 11月15日　宮崎大学 「第11回 清花祭」

2016年
- 10月9日　紅葉祭2016 奥華子 SPECIAL LIVE in 北里大学
- 10月23日　東北文化学園祭
- 10月29日　第21回徳島健祥会福祉専門学校 学校祭 スーパーLIVE
- 11月5日　立正大学 品川キャンパス 第11回橘花祭
- 11月6日　京薬祭 京都薬科大学

2017年
- 10月21日　大阪学院大学 第56回岸辺祭
- 10月29日　大阪信愛女学院短期大学、現・大阪信愛学院短期大学
- 11月4日　和洋女子大学学園祭
- 12月3日　南九州大学都城キャンパス第50回ひばり祭

2018年
- 11月4日　学習院大学 第49回桜凛祭

2019年
- 5月19日　芝浦工業大学大宮キャンパス 第23回大宮祭
- 11月2日　名古屋市立大学 第60回川澄祭
- 11月3日　産業医科大学医生祭　骨髄バンクチャリティーイベント

### 限定ライブ・イベント
2012年
バスガイド奥華子と一緒に行く! カラオケバスツアー!!　東京・名古屋・大阪・福岡開催　（1月にリリース のニューシングル「シンデレラ」と、2月にリリースされる6枚目のニューアルバムの発売を記念した連動応募企画）
2016年
奥華子と新年を祝おう！カラオケ新年会　（奥華子デビュー10周年記念スペシャル企画）
2018年
hanamoco ファンミーティング

## ディスコグラフィ

### インディーズ盤
| 作品名                          | リリース日            | 規格番号   | 備考                               |
| ------------------------------- | --------------------- | ---------- | ---------------------------------- |
| 愛のしずく                      | 2000年2月8日          | LSR-102    | 完売、限定1000枚                   |
| 弾き語り                        | 2001年3月14日         | NS-0001    | 完売、生産終了                     |
| サンタに願いを                  | 2001年12月23日 - 24日 |            | モザイクモール港北にて。非売品     |
| 愛のしずく                      | 2002年12月20日        |            | 原宿GIGZOOにて。非売品             |
| 自主制作 奥華子vol.1            | 2004年2月11日         | GUREM-0001 | ライブ会場にて販売                 |
| 自主制作 奥華子vol.2            | 2004年4月25日         | GUREM-0002 | ライブ会場にて販売                 |
| 花火                            | 2004年8月26日         | PICH-8750  | 2000枚限定生産、販売終了           |
| サンタに願いを                  | 2004年12月23日        |            | ファン主催の催しにて。非売品       |
| 自主制作 奥華子vol.3 初回限定盤 |                       |            | ライブ会場にて販売                 |
| 自主制作 奥華子vol.3            | 2004年12月27日        | GUREM-0003 | ライブ会場にて販売                 |
| 自主制作 奥華子vol.4            | 2005年3月20日         | GUREM-0004 | ライブ会場にて販売                 |
| vol.best                        | 2005年4月20日         | DDCZ-1119  |                                    |
| 花火                            | 2009年8月7日          | DDCZ-1627  | 2004年8月26日PICH-8750の再リリース |

vol.1 - 4, bestは公式ホームページにて通信販売中。

### シングル
| 枚   | 発売日         | タイトル                  | 規格番号                                         | 最高位 |
| ---- | -------------- | ------------------------- | ------------------------------------------------ | ------ |
| 1st  | 2005年7月27日  | やさしい花                | PCCA-70117                                       | 35位   |
| 2nd  | 2006年1月18日  | 魔法の人                  | PCCA-70135                                       | 43位   |
| 3rd  | 2006年2月15日  | 恋つぼみ                  | PCCA-70140                                       | 67位   |
| 4th  | 2006年7月12日  | ガーネット                | PCCA-70148                                       | 51位   |
| 5th  | 2006年11月29日 | 小さな星                  | PCCA-70171                                       | 41位   |
| 6th  | 2008年1月23日  | 手紙                      | PCCA-02619                                       | 42位   |
| 7th  | 2008年7月23日  | 明日咲く花                | PCCA-02697                                       | 24位   |
| 8th  | 2008年11月19日 | あなたに好きと言われたい  | PCCA-02779                                       | 32位   |
| 9th  | 2009年6月3日   | 笑って笑って              | PCCA-02913                                       | 36位   |
| 10th | 2010年3月17日  | 初恋                      | PCCA-03134                                       | 10位   |
| 11th | 2010年8月4日   | ガラスの花                | PCCA-03213（Tales Edition） PCCA-03214（通常盤） | 17位   |
| 12th | 2012年1月11日  | シンデレラ                | PCCA-03505                                       | 22位   |
| 13th | 2014年1月22日  | 冬花火                    | PCCA-03928                                       | 21位   |
| 14th | 2015年3月18日  | 君がくれた夏              | PCCA-04179                                       | 28位   |
| 15th | 2015年7月22日  | 楔 -くさび-               | PCCA-70441                                       | 38位   |
| 16th | 2016年9月21日  | 思い出になれ/愛という宝物 | PCCA-04427                                       | 43位   |
| 17th | 2017年2月22日  | キミの花/最後のキス       | PCCA-70198 PCCA-04484                            | 34位   |

### アルバム
| 枚   | 発売日         | タイトル                                                     | 規格番号                                                                       | 最高位 |
| ---- | -------------- | ------------------------------------------------------------ | ------------------------------------------------------------------------------ | ------ |
| 1st  | 2006年3月1日   | やさしい花の咲く場所                                         | PCCA-02226                                                                     | 40位   |
| 2nd  | 2007年3月21日  | TIME NOTE                                                    | PCCA-02440（初回限定盤） PCCA-02441（通常盤）                                  | 30位   |
| 3rd  | 2008年3月5日   | 恋手紙                                                       | PCCA-02620                                                                     | 36位   |
| 4th  | 2009年7月15日  | BIRTHDAY                                                     | PCCA-02954                                                                     | 26位   |
| 5th  | 2010年8月18日  | うたかた                                                     | PCCA-03215                                                                     | 10位   |
| **   | 2011年6月22日  | 君の笑顔 -smile selection-                                   | PCCA-03433                                                                     | 39位   |
| 6th  | 2012年2月22日  | good-bye                                                     | PCCA-03539（初回限定盤）                                                       | 15位   |
| Best | 2012年10月17日 | 奥華子BEST -My Letters-                                      | PCCA-03691（通常盤） PCCA-03692（スペシャル盤） PCCA-03693（完全生産限定盤）   | 9位    |
| 7th  | 2014年3月19日  | 君と僕の道                                                   | PCCA-04002（初回限定盤） PCCA-04003（通常盤）                                  | 23位   |
| 8th  | 2015年10月28日 | プリズム                                                     | PCCA-04272（初回限定盤） PCCA-04273（通常盤） SCCA-00025（10th Anniversary盤） | 11位   |
| 9th  | 2017年5月17日  | 遥か遠くに見えていた今日                                     | PCCA-04535（初回限定盤） PCCA-04536（通常盤）                                  | 18位   |
| 10th | 2019年3月20日  | KASUMISOU                                                    | PCCA-04766（初回限定盤） PCCA-04767（通常盤）                                  | 20位   |
| **   | 2019年11月13日 | 映画『殺さない彼と死なない彼女』オリジナル・サウンドトラック | PCCR-00689                                                                     | 72位   |
| Best | 2019年11月13日 | 奥華子 ALL TIME BEST                                         | PCCA-04828（通常盤） PCCA-04827（スペシャル盤） PCCA-04864（完全生産限定盤）   | 16位   |

### 配信限定
| リリース日     | 作品名           | 備考                                                    |
| -------------- | ---------------- | ------------------------------------------------------- |
| 2018年2月12日  | 願い             | サンリオピューロランドとのコラボレーション楽曲          |
| 2018年11月26日 | クリスマスの夜   | SNOWCMソング（一眼スタンプ「クリぼっち編」）            |
| 2024年12月11日 | ガラクタの思い出 | 深夜便のうた2024年12月・2025年1月                       |
| 2025年2月22日  | 奇跡のかたまり   | 株式会社オプテージのCM「What’s next? OPTAGE」のCMソング |

### 映像作品
- 奥華子 コンサート2007春 〜TIME NOTE〜 at 渋谷C.C.Lemonホール（2007年7月18日）PCBP-51902 - ライブDVD
- ユキポンのお仕事（2007年8月24日）ASBY-3870 - ドラマDVD
- もちろん一人で弾き語り!（2009年3月18日）PCBP-51722 - ライブDVD
- はじめてバンドで歌います!（2009年3月18日）PCBP-51723 - ライブDVD
- 一夜限りのSpecial Session -2010.12.25 Christmas-（2011年3月16日）PCBP-52006 - ライブDVD
- バンドライブツアー'11 "シンデレラ"/CONCERT TOUR'12 弾き語り〜5th Letter〜（2013年3月20日）PCBP-52229 - ライブDVD
- 奥華子 10th Anniversary Special Concert 2015（2016年3月16日）PCBP-52414（ライブDVD）、PCXP-50394（ライブBlu-ray）
- 奥華子10周年ありがとう！弾き語り全曲ライブ！Blu-rayBOX（2016年12月21日）SCXP-00035 ※ポニーキャニオンショッピングクラブ限定発売
- 奥華子の弾き語りダークナイト☆（2018年6月20日）SCXP-68（予約限定盤）、PCXP-50584（通常盤）- ライブBlu-ray

### オムニバス盤
- YOKOHAMA FACTORY（2001年11月25日）BZCS-1009（収録曲「海風通り」）
- Cocktail 2（2003年6月11日）BZCS-3007（収録曲「Rainy day」）
- しあわせになれるうた（2008年9月24日）MHCL-1437（収録曲「やさしい花」）
- 誰も知らない泣ける歌 オフィシャル・コンピレーションアルバム（2009年2月18日）VPCC-80634（収録曲「笑って笑って」）
- 想いうた〜歌姫エール・ソングス（2009年3月18日）VICL-63272（収録曲「ガーネット」）
- ぜんぶ恋がかなう歌〜歌詞伝説〜（2011年1月26日）BVCL-170（収録曲「恋」）
- 恋のうた〜あいたくて〜（2011年6月22日）UICZ-8087（収録曲「逢いたいときに逢えない」）
- なめこのCD 2（2013年12月18日）NFNF-0004〜6（収録曲「みんな王様」）
- 大人のJ-POPカレンダー 365 Radio Songs 3月〜出会いと初恋〜（2016年12月7日）COCP-39773-4（収録曲「初恋」）
- 阿久悠メモリアル・ソングス~うまく行く恋なんて恋じゃない（2017年11月15日）PCCA-04592（収録曲「黄昏のアンニュイ」作曲・編曲・歌唱担当、作詞：阿久悠）
- NHKみんなのうた 60 アニバーサリー・ベスト 〜あなたの声〜（2021年5月19日）PCCG.02021（収録曲「恋つぼみ」）

### 楽曲提供
「春色の空」「君にありがとう」はアルバム『good-bye』、「HIKARI」はアルバム『君と僕の道』、「逢えなくても」「セピア色」「MOTHER」「君が待つあの丘へ」はアルバム『KASUMISOU』にセルフカバーバージョンが収録されている。
- 会いたい (ユンナ)
  - 2007年1月17日発売 9thシングル「儚く強く」のカップリング曲。作詞担当（作曲：羽岡佳 編曲：佐橋佳幸）
- 春色の空 (アイドリング!!!(外岡えりか、橋本楓、伊藤祐奈))
  - 2011年3月16日発売 4thアルバム『SISTERS』に収録。作詞・作曲担当（編曲：ha-j）
- 君にありがとう (豊崎愛生)
  - 2011年6月1日発売 1stアルバム『Love your life,love my life』に収録。作詞・作曲・編曲担当
- MOTHER (96猫)
  - 2013年3月27日発売 2ndアルバム『アイリス』に収録。作詞（96猫と共作）・作曲担当（同アルバムには96猫が歌う『変わらないもの』も収録されている）
  - 2016年11月23日発売 メジャー2ndミニアルバム『7S』にリメイク版収録。（奥本人もピアノ・コーラスで参加）
- HIKARI (竹達彩奈)
  - 2013年4月10日発売 1stアルバム『apple symphony』に収録。作詞・作曲担当（編曲：小林俊太郎）
- 君が待つあの丘へ (天月-あまつき-)
  - 2016年12月14日発売 メジャー2ndシングル『DiVE!!』通常盤に収録。作詞・作曲担当（編曲：kain）
- 逢えなくても (南條愛乃)
  - 2017年7月12日発売 3rdアルバム『サントロワ∴』に収録。作詞・作曲・編曲担当
- セピア色 (竹達彩奈)
  - 2018年1月31日発売 10thシングル『OH MY シュガーフィーリング!!』カップリング曲。作詞・作曲担当（編曲：小林俊太郎）
- わたし髪を切ったの (ガチンコ3)
  - 2018年5月30日発売 配信限定アルバム『扉の向こう』に収録。作曲担当（作詞：雨宮かのん）
- 夜空にきらめく花 (はちみつロケット)
  - 2018年8月8日発売 3rdシングル「花火と漫画とチョコと雨」（初回限定盤A）のカップリング曲。作詞担当（作曲：川村結花 編曲：湯浅篤）
- 君のとなり わたしの場所 (南條愛乃)
  - 2019年2月6日発売 8thシングル（テレビアニメ『同居人はひざ、時々、頭のうえ。』エンディングテーマ）。作曲・編曲担当（作詞：南條愛乃）
- 好きな人 (上野優華)
  - 2018年12月24日発売 上野優華の配信シングル。作詞・作曲担当（編曲：時乗浩一郎）
- 嘘 (田村ゆかり)
  - 2020年6月24日発売 11thアルバム『Candy tuft』に収録。作詞・作曲担当（編曲：Tsuyoshi）
- 忘れな月 (田村ゆかり)
  - 2023年4月19日発売 13thアルバム『かくれんぼ。』に収録。作詞・作曲担当（編曲：中野定博）
- HOME (白銀ノエル)
  - 2023年11月25日発売 1stアルバム『のえさんぽ』に収録。作詞・作曲担当（編曲：Tsuyoshi）
- 笑顔の花(玉城ちはる)
  - 2024年10月16日発売 作詞・作曲担当（編曲：小泉信彦）
- Letter (伊波杏樹)
  - 2024年12月11日発売 3rdシングル。作詞・作曲担当（編曲：渡辺拓也）

### その他
- 私らしくあの場所へ（2006年3月24日） - 初版のみ「窓辺」のCD付き
- 時をかける少女 Original Sound Track（2006年7月12日）PCCR-00434
  - 「変わらないもの（ストリングス・バージョン）」※インストゥルメンタル
  - 「ガーネット（予告編ショート・バージョン）」※ワンコーラスのみの初期テイク　収録
- 恋つぼみ―イラストBOOK（2006年10月20日）、徳間書店 - NHK「みんなのうた」の絵本
  - 文：奥華子、絵：稲葉卓也
- 石原さとみ SAY TO ME!　番組ジングル

## エピソード
『笑って笑って』
- 2007年3月11日、創立133年の歴史に幕を閉じた大分県日田市立花月小学校の閉校式の際に同校の現役最後の歌として唄われた。その際撮影された映像のDVDが奥に送られ、映像を観た奥が感動、同年9月29日に児童たちとのコラボレーションコンサートを行った。同校の卒業生を始めとする関係者を中心に約800人の観客が詰めかけた。
- 2009年3月24日、創立134年の歴史に幕を閉じた長崎県五島市立蕨小学校および蕨中学校の閉校式の際に、記念DVDに『笑って笑って』のBGM使用を打診された奥が「子供たちのためにできることをしたい」と自費で現地へ駆けつけ、児童たちと一緒に歌った。
- 『ちい散歩』（テレビ朝日）2009年7月度のエンディングテーマとして使用された。CDジャケットの挿絵は地井武男が描いている。

『サンストリート亀戸』
- 2016年3月末に18年の歴史を閉じた本施設で、誕生日である3月20日に『奥華子 presents サンストリート亀戸、今までありがとう！ラストライブ』を行なった。誕生日にライブを開催できたのはサンストリート亀戸側の計らいで「3月20日は空けてあります」と奥に連絡が入ったという。
- 奥華子にとって、この商業施設でのフリーライブは特別なものであるという。2016年3月20日に行なわれた『サンストリート亀戸 18年間ありがとう ラストライブ』で本人が語ったところによると、この施設でライブを行なうには本来ならオーディションを受けて合格しなければならないというが、担当者が「フジヨシ」という音楽プロデューサーであり、このプロデューサーがかつて間接的な形ではあるものの、奥のライブに関わっていたため、奥のことを知っていた。その縁故によりオーディション無しでライブを行なえるようになったと語っている。そのような経緯からサンストリート亀戸では30回以上に亘ってライブを行なったといい、非常に思い入れのある会場であると本人が語っている。なお、奥は「亀戸」に引っ掛け、この施設でのトリ曲は必ず『自由のカメ』にしていた。

その他
- 「太郎」という兄がいる。日本では名前の記入例などで男性を「太郎」、女性を「花子」と表記することが多いが、兄が「太郎」であるのに対して奥が「華子」であるため、兄妹共々非常に日本的な名前であることで知られる。このことは公式ブログなどにも記載している。
- 2017年11月には阿久悠が生前に作詞したままお蔵入りになっていた未発表詞に曲を付けることとなり、『黄昏のアンニュイ』を発表したが、実は奥と阿久は直接の接点は無いものの、間接的に繋がりや共通点がある。奥の父親が阿久と同じ中学の出身で学年が2つ違い（奥の父親が2学年下）。かつ、阿久の長男の名前が「太郎」で奥の兄と同名である[21]。さらに、阿久は娘が生まれたら「花子」と名付ける予定だったといい、奥とも同名になる予定だったという[22]。
- 『時をかける少女』で楽曲『ガーネット』を起用されたことが縁で、監督の細田守およびスタジオ地図とは現在も交流が在り、ライブを開催する時には細田及びスタジオ地図から花輪が贈呈されることもある。なお、奥が 『奥華子 10周年ありがとう!弾き語り全曲LIVE』のコンサート中のMCで語ったところによると、「細田作品の新作が完成すると優先的に試写に招待され、公開前に試写させてもらっている」という。
- 元乃木坂46の大園桃子は生配信番組乃木坂46時間TVで「変わらないもの」をカバーし披露をしている。さらに卒業後も自身のYouTubeチャンネルで「ガーネット」をカバーし配信している[23]。

## 出演

### ラジオ

#### 現在の出演
- 奥華子のLagan de Talk!+（bayfm、2024年1月2日 - 、火曜24:30 - 24:54（水曜未明00:30 - 00:54））

#### 過去の出演
レギュラー・単発
- 奥華子のカメカメハウス（bayfm、2005年6月1日 - 2009年12月27日、日曜22:30 - 23:00）
  - 奥華子のLagan de Talk!（bayfm、2010年1月3日 - 2020年3月29日 、日曜22:30 - 23:00） -『奥華子のカメカメハウス』から改題された後継番組
- 奥華子のオールナイトニッポンR（ニッポン放送、2005年7月23日、27:00 - 29:00）
- SUNMALL LIVE ON RADIO（広島FM、2006年7月 - 9月、土曜18:00 - 18:55） - 準レギュラーとして月1生出演
- 奥華子のオールナイトニッポン（ニッポン放送、2008年11月20日、水曜25:00 - 27:00）
- 奥華子のFRI!FLY!FRY!（FM愛媛、2009年4月3日 - 9月、金曜日25:00 - 25:30）
- E-Tracks Selection（ エフエム大阪、2010年1月 - 2010年6月30日、隔週火曜21:00 - 21:30）
- 奥華子のどさん子華子（STVラジオ、2010年10月5日 - 2011年3月29日、火曜19:30 - 21:50）
  - 再放送（STVラジオ、2010年10月10日 - 、日曜23:30 - 24:00）
- 奥華子のアスナルトレジャー（FM AICHI、2010年4月2日 - 2011年3月25日、金曜20:30 - 21:00）
- 奥華子 MATIOTO（TOKYO FM、2011年4月17日～2012年8月25日、土曜19:30 - 19:55）
  - 奥華子 Room No.875（TOKYO FM、2012年9月1日 - 2019年9月28日、土曜19:30 - 19:55） - 『奥華子 MATIOTO』から改題された後継番組
- 月極うたぐみ（MBSラジオ、2012年2月、金曜25:30 - 27:00） - マンスリーパーソナリティとして出演

### CM
- 東京電力「TEPCOひかり」（2004年 - 2006年） - 作曲、歌、ピアノ
- コーセー「雪肌粋」（2005年） - 歌
- ニチレイ「アセロラドリンク」「アセロラビタミンC」（2005年） - 作曲、歌
- JR東日本「エキナカ」 （2005年 - ） （「帰っておいで」、放映後好評につき1曲として作られ、アルバム『やさしい花の咲く場所』に収録）
- JA共済（「やさしい花」「そんな風にしか言えないけど」）
- ちばデスティネーションキャンペーン（「僕が生まれた街」）
- オリックス自動車「いまのりくん」（2007年）- 歌
- 積和不動産「MAST」（2007年 - ） - 歌 2010年以降は歌だけでなく映像にも登場。
  - 「幸せの、入り口に篇」（2017年 - ） - （「プロポーズ」）
- ガスト「チーズINハンバーグ篇」（2008年 - 2009年） - 歌
  - 「ハンバーグ&チキン南蛮篇」（2009年 - ） - 歌
  - 「モーニング篇」（2009年 - ） - 歌
- 中国電力「地球儀の旅編」（2009年 - ）（「僕たちにできること」）
- 千葉銀行「未来を描こう篇」（2009年 - 2010年6月）（「Happy days」）
- 【福井医療】あんしん堂 ver.2 篇 （2014年7月−2015年1月）（「魔法の人」）
- SNOW一眼スタンプ「クリぼっち編」（2018年12月）（「クリスマスの夜」）
- キッコーマン豆乳（2020年3月-）
- ポケモン NewPokémonSnap『見つけた、夏のひとやすみ篇』（2021年8月） - 歌

### テレビドラマ
- ユキポンのお仕事（テレビ東京、2007年4月1日 - 7月9日） - 音楽担当
  - 第6話「あけみの3次会ニャ!」（2007年5月13日） - ハナコ 役

### テレビアニメ
- セイレン（2017年） - パンケーキ屋店員

### その他
- 新京成電鉄（現・京成松戸線）駅自動放送 （2020年3月25日 - ） - 松戸方面担当[24]

## 雑誌連載
すみやフリーペーパー「Groovin'」
- コラム「奥華子の腹が減っては戦は出来ぬ」（2006年4-5月号 - 2007年9-10月号、毎月25日発行）
- 奥華子のお勧め、気になった食べ物についてのコラム。

WESSフリーペーパー「WESS EXPRESS」
- コラム「メガネの国から」（2007年3月号 -、毎月1日発行）
- テーマは毎月さまざま。日記のような写真付きコラム。北海道のCDSHOPやライブハウスで無料配布されている。

WHAT's IN?
- コラム「奥 華子とキボットちゃんの恋愛会議」（2007年5月号 - 2008年1月号、毎月14日発行）
- 恋愛をテーマに、奥華子と人格を持ったキーボード「キボットちゃん」（実はライター）が会話を繰り広げる連載。

Yahoo! Internet Guide
- 写真付きコラム連載「奥華子のデジタル女子革命！」（2007年6月号 - 2008年3月号、毎月29日発行）
- デジタルがらみの物に関するコラム。